# Berlin-Heinersdorf
Berlin-Heinersdorf ist ein Ortsteil im Bezirk Pankow in Berlin.

## Geschichte
Die Gründung Heinersdorfs erfolgte um 1230 als Straßendorf. Die erste urkundliche Erwähnung stammt von 1319. In diesem Jahr verkaufte Markgraf Woldemar Hinrickestorppe für 150 Mark brandenburgischen Silbers an das Heilig-Geist-Hospital zu Berlin. Das Hospital besaß bis 1691 die Grundherrschaft. Im Landbuch der Mark Brandenburg von 1375 erschien das Dorf mit 36 Hufen. Davon gehörten dem Pfarrer der Dorfkirche vier Hufen für seinen Wedemhof. Das Hospital bestellte zwölf Hufen. Die Vollbauern gaben Pacht und Zins, aber keine Bede. Die neun Kossäten und der ihnen zugerechnete Krüger zahlten als Gemeinschaft 15 1⁄2 Schilling und 15 Hühner. Ab Ende des 17. Jahrhunderts wechselte das Dorf mehrfach den Besitzer.

Grabstätte der Familie Tinius

Heinersdorf 1894

Entlang der Bahnstrecke nach Bernau entstand seit etwa 1900 nach Norden hin eine Ortserweiterung in offener Bauweise mit Siedlungshäusern. Der historische Dorfkern um die Kirche blieb weitgehend erhalten.
Für die zunehmende Zahl der Heinersdorfer Einwohner wurde 1890 der städtische Friedhof Heinersdorf angelegt. Hier befindet sich eine Sammelgrabanlage für die Opfer von Krieg und Gewaltherrschaft. Bemerkenswert ist das Grab des Heinersdorfer Bürgermeisters und Lebensmittelfabrikanten Friedrich Tinius (1865–1953).
Im Jahr 1920 wurde die bis dahin selbstständige Landgemeinde mit damals 1006 Einwohnern durch das Groß-Berlin-Gesetz in den Berliner Bezirk Pankow eingemeindet. 1986 wurde Heinersdorf zusammen mit Blankenburg und Karow dem damaligen Stadtbezirk Weißensee zugeordnet. Mit der Bezirksreform 2001 kam es unter der Ortsteilnummer 0304 wieder zum fusionierten Bezirk Pankow.

## Bevölkerung
| Jahr | Einwohner |
| ---- | --------- |
| 1858 | 0228      |
| 1871 | 0361      |
| 1880 | 0439      |
| 1890 | 0502      |
| 1900 | 0762      |
| 1910 | 0854      |
| 1919 | 1005      |
| 1925 | 1705      |
| 1939 | 6544      |
| 1946 | 6084      |
| 1950 | 6199      |
| 1963 | 4725      |

| Jahr | Einwohner |
| ---- | --------- |
| 1991 | 3071      |
| 1995 | 3170      |
| 2000 | 5937      |
| 2007 | 6534      |
| 2010 | 6532      |
| 2015 | 6786      |
| 2020 | 7779      |
| 2021 | 7979      |
| 2022 | 8443      |
| 2023 | 8859      |
| 2024 | 9557      |

Quelle ab 2007: Statistischer Bericht A I 5. Einwohnerregisterstatistik Berlin. Bestand – Grunddaten. 31. Dezember. Amt für Statistik Berlin-Brandenburg (jeweilige Jahre)
Der Ausländeranteil für Heinersdorf beträgt mit Stand 31. Dezember 2023 rund 22,5 %. Der sowohl für Pankow wie auch für Ost-Berlin vergleichsweise hohe Ausländeranteil liegt vor allem in der im Jahre 2016 eröffneten Asylunterkunft begründet. In der Asylunterkunft sind vornehmlich Syrer und Afghanen untergebracht, die auch die am häufigsten vertretenen ausländischen Staatsbürgerschaften im Ortsteil sind.

## Bauwerke

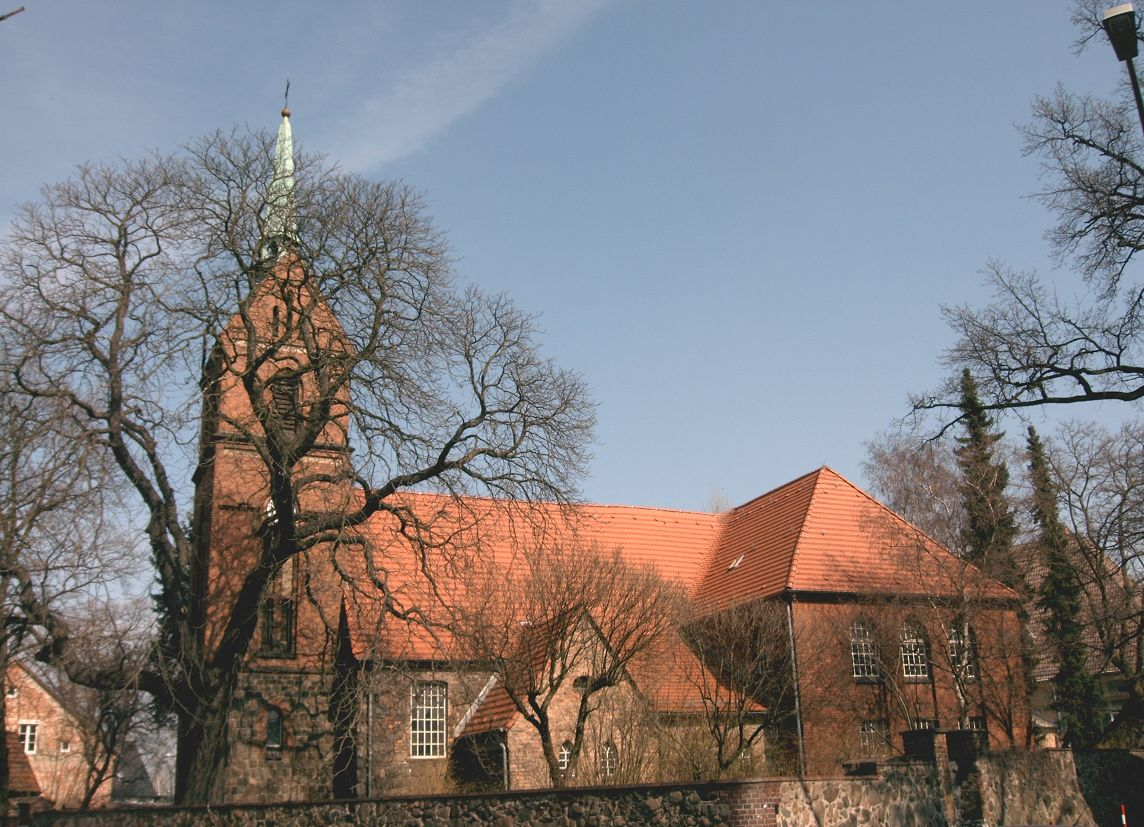
Heinersdorfer Feldsteinkirche

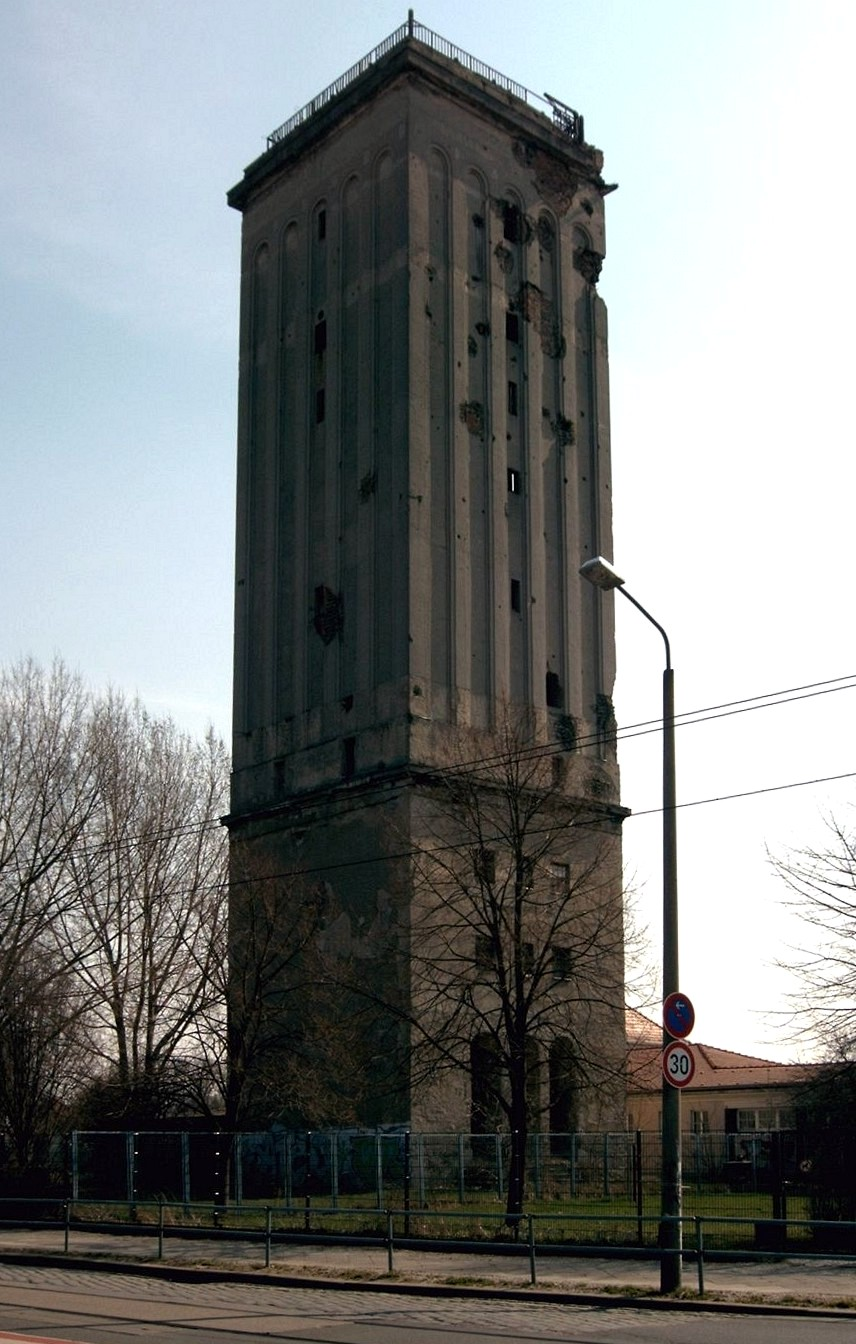
Wasserturm Heinersdorf

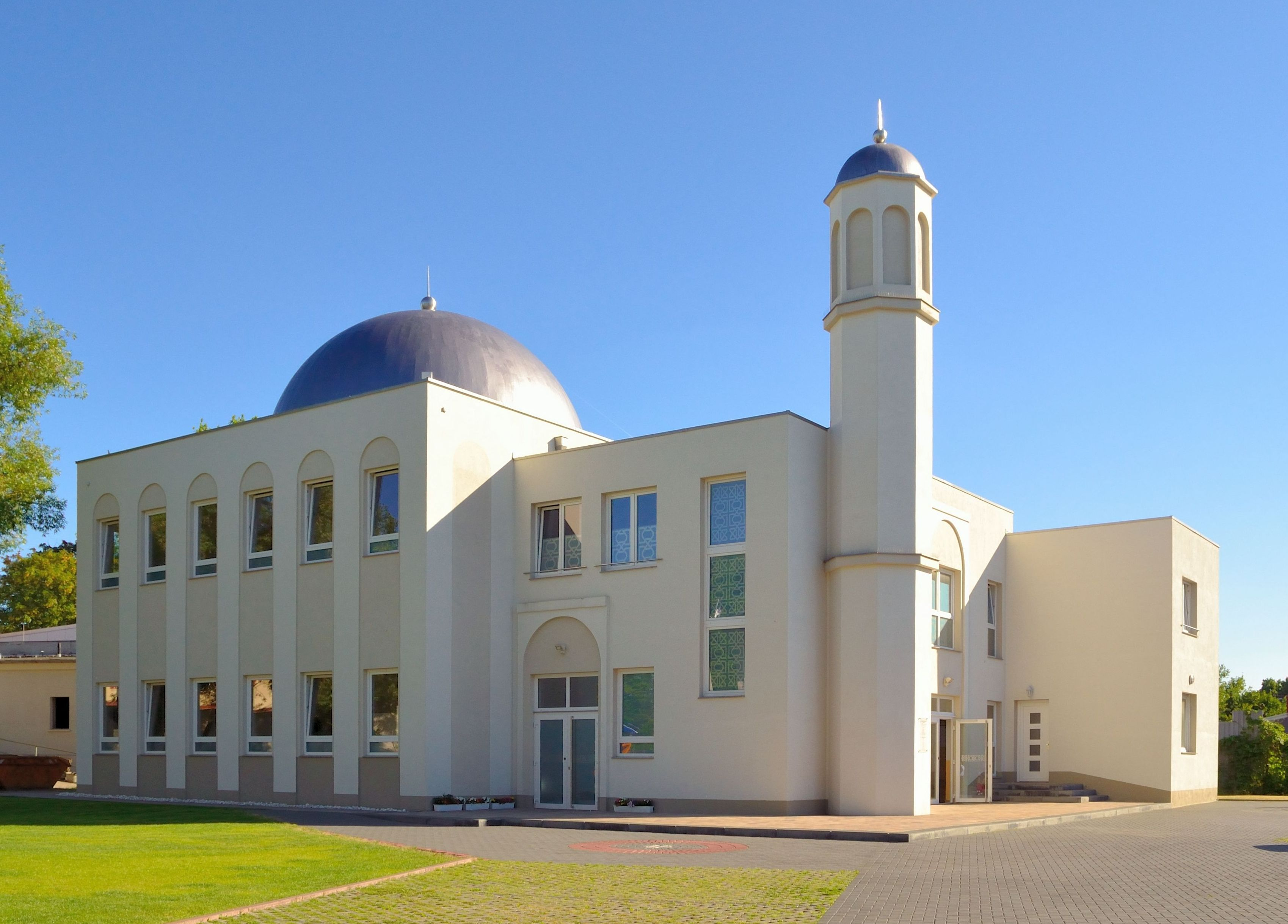
Khadija-Moschee

- Dorfkirche Heinersdorf mit Einfriedung und Kirchhof errichtet um 1300 in der Romain-Rolland-Straße 54/56. Einwölbung und Vorhalle vom Ende des 15. Jahrhunderts. Westturm 1893 erneuert. Anbau errichtet 1934/1935. Pfarrhaus mit Verbindungsgang und Einfriedung (1909) von Carl James Bühring.[10] Renaissance-Taufstein von 1621. Nachträglich angebaute Seitenkapelle mit Netzrippengewölbe. Der Westturm wurde 1893 erneuert, das Pfarrhaus 1909 von Carl James Bühring angebaut. Die beiden Ostfenster sind Werke von Charles Crodel (1946).[11] Die zweimanualige Orgel mit 20 Registern stammt aus dem Jahr 1935 und wurde von der Firma Schuke errichtet (Opus 145).[12]
- Altes Spritzenhaus von 1750
- Ehemaliger Gemeindesaal Heinersdorf mit Toranlage und Einfriedung (um 1915), Romain-Rolland-Straße 52
- Wohnhaus eines Pferdehändlers von 1780
- Kleingartenanlage Märchenland von 1939 zwischen Heinersdorf und Malchow mit knapp 18 Hektar
- Wasserturm Heinersdorf (1911) und Gemeindeschule (1934/1935) von Richard Ermisch, in der Berliner Straße 66 (seit Juni 2014 Tino-Schwierzina-Straße)
- Bauernhäuser (um 1880), Berliner Straße 82 und 83 (seit Juni 2014: Tino-Schwierzina-Straße)
- Khadija-Moschee, erster Moschee-Neubau im Osten Berlins von der Ahmadiyya Muslim Jamaat (AMJ) 2008 erbaut.

## Verkehr
Der Bahnhof Berlin-Pankow-Heinersdorf (BPHD) an der Stettiner Bahn wurde am 1. Oktober 1893 eröffnet. Seit dem 8. August 1924 erfolgt hier elektrischer S-Bahn-Betrieb. Das an den Bahnhof angrenzende Bahnbetriebswerk mit Wasserturm und Ringlokschuppen wurde Ende der 1990er Jahre stillgelegt. Bahnhof und Betriebswerk liegen im Ortsteil Pankow, grenzen jedoch unmittelbar an Heinersdorf.
Seit August 1911 gibt es eine Straßenbahn in Heinersdorf. Diese verkehrte zunächst von der ehemaligen Kronprinzenstraße (heute Romain-Rolland-Straße) zur Uckermarkstraße in Schöneberg (Linie 72). Ab 1920 fuhr sie als Linie 73 von Heinersdorf zum Dönhoffplatz in Berlin-Mitte.
Ab 1949 verkehrte die Linie 71 zwischen Heinersdorf und dem Berliner Rathaus (Jüdenstraße). Nach der Aufgabe des Straßenbahnverkehrs über den Alexanderplatz im Jahr 1967 fuhr sie zum Kupfergraben. 1993 erhielt sie eine neue Liniennummer. Die Linie 71 wurde zur Linie 1 mit der Endhaltestelle U-Bahnhof Schwartzkopffstraße. Als die BVG 2004 ihr Metrolinienkonzept einführte, wurden Liniennummer und Fahrziel erneut verändert (Linie M2, S-Bahnhof Hackescher Markt). Seit 2007 verkehrt die Straßenbahn als MetroTram der Linie M2 von Heinersdorf zum S- und U-Bahnhof Alexanderplatz.
Wegen des starken Bevölkerungswachstums soll im Blankenburger Süden eine neue Siedlung mit rund 5000 Wohnungen entstehen. Im Zusammenhang dazu soll auch die Linie M2 nach Norden verlängert werden. Nach aktuellem Planungsstand (Stand: Juni 2020) soll die neue Trasse am Haltepunkt Am Wasserturm beginnen und über die Aidastraße zur Kreuzung Blankenburger Straße/Romain-Rolland-Straße verlaufen. Der Blankenburger Straße soll in etwa bis zu Höhe Blankenburger Straße/Mimestraße gefolgt werden, ehe die Trasse der Straßenbahn diese verlässt und westlich des Gewerbegebietes Heinersdorf bis zur geplanten Siedlung entlang verläuft, die von Südwest nach Nordost durchquert wird. Parallel zum Blankenburger Pflasterweg, rund 200 Meter südlich, verläuft die Straßenbahn in Richtung Heinersdorfer Straße (nördliche Verlängerung der Blankenburger Straße) und kreuzt diese. Über den Zwergammerweg würde die Trasse zum S-Bahnhof Blankenburg führen und dort enden. Bezüglich der exakten Lage der Gleiskörper sind allerdings noch detailliertere Untersuchungen nötig. Dazu zählt auch die Frage, welche Grundstücke der Erholungsanlage Blankenburg der Straßenbahntrasse weichen müssen.

## Persönlichkeiten des Ortsteils
- Johannes Krätschell (1862–1933), Pfarrer und Chronist in Weißensee und später in Berlin-Heinersdorf
- Erich Ryneck (1899–1976), Politiker (SPD), Bezirksbürgermeister von Pankow
- Eberhard Krätschell (1900–1995), Pfarrer in Heinersdorf
- Erich Campe (1912–1977), Boxer, in Heinersdorf geboren
- Dieter Borkowski (1928–2000), Schriftsteller und Journalist, lebte bis zu seiner Verhaftung durch die Stasi 1971 in Heinersdorf[16]
- Karl-Heinz Spickenagel (1932–2012), Fußball-Torhüter bei Einheit Pankow und FC Vorwärts Berlin sowie der DDR-Fußballnationalmannschaft
- Jutta Limbach (1934–2016), Präsidentin des Bundesverfassungsgerichts, in Heinersdorf aufgewachsen
- Regine Witkowski (* 1934), Humangenetikerin, lebte in Heinersdorf
- Werner Krätschell (* 1940), evangelischer Theologe, Sohn von Eberhard Krätschell, Superintendent in Berlin-Pankow
- Mathias Christiansen (* 1968), Autor von Büchern mit Bezug zu Heinersdorf

## Sonstiges
- Seit 2002 sind mehrere Kriminalromane des Schriftstellers Mathias Christiansen mit starkem regionalem Bezug zu Heinersdorf erschienen, darunter Der falsche Feind (2004), Die dünne Linie (2003), der Kinderkrimi Das Geheimnis des alten Bahnhofs (2004) sowie der Titel Tod an der Grenze (2008, ISBN 978-3-7751-4895-5). Straßennamen und andere Örtlichkeiten in den Romanen sind allesamt authentisch und mischen sich mit einer fiktiven Story. In den Büchern findet sich immer auch ein Stück aktueller Heinersdorfer Geschichte.
- Seit 2007 setzt sich die Zukunftswerkstatt Heinersdorf[17] für die Belange des Ortsteils ein. Als eingetragener gemeinnütziger Verein ist sie unter anderem in den Bereichen Verkehr, Leitbild und Naturpark sowie Kinder und Jugend tätig, saniert Spielplätze, betreibt ein Nachbarschaftshaus und führt Dorffeste durch.